# Carelia
Carelia o Karelia (del carelio: Karjala ‘[ˈkɑrjɑlɑ]’) es una región histórico-geográfica situada en la Europa nororiental, patria de los carelios, pueblo que vivía en una vasta área actualmente compartida entre Finlandia (regiones de Carelia del Norte y Carelia del Sur) y Rusia (república de Carelia y óblast de Leningrado).

## Etimología
En los idiomas carelio, estonio y finés, Carelia se llama Karjala (pronunciación: Káryala); en ruso Карелия (transliterado:Kareliya) y en sueco Karelen. La etimología deriva de la palabra karja que significa «ganado, manada, grupo de gente». El sufijo -la designa una «tierra» y es común en topónimos, como «Kalevala».
Históricamente, partes de Carelia han pertenecido a Suecia, la república de Nóvgorod, Finlandia y Rusia, aunque administrativamente nunca han formado un todo unido.

## Geografía
La región de Carelia se extiende desde la costa del mar Blanco hasta el golfo de Finlandia. Tiene los dos lagos más grandes de Europa, el lago Ládoga —separado del golfo de Finlandia por el istmo de Carelia— y el lago Onega.
La frontera entre las regiones históricas de Carelia e Ingria —la tierra de un pueblo estrechamente relacionado con los carelios, los ingrios— había sido originalmente el propio río Nevá, pero más tarde se trasladó hacia el norte en el istmo de Carelia para seguir el río Sestrá (en ruso: Сестра), hoy en el área metropolitana de San Petersburgo, pero que entre 1812 y 1940 fue la frontera ruso-finlandesa.
En el otro lado del lago Ládoga, el río Svir se suele considerar como la frontera tradicional meridional del territorio de los carelios, como el lago Saimaa marca la frontera occidental, mientras que el lago Onega y el mar Blanco marcan la frontera oriental. En el norte, donde viven los nómadas samis, no hay ningún límite natural salvo los amplios bosques (taiga) y la tundra.
En los textos históricos Carelia a veces se divide en Carelia oriental y Carelia occidental, que también se llaman la Carelia rusa y la Carelia finlandesa, respectivamente. El área al norte del lago Ládoga, que pertenecía a Finlandia antes de la Segunda Guerra Mundial, se llama Carelia Ládoga, y las parroquias en la antigua frontera anterior a la guerra a veces se llaman Carelia Fronteriza. Carelia del mar Blanco (a veces con el término finés o carelio de Carelia Viena, o en algunas fuentes occidentales, Carelia Blanca) es la parte norte de la Carelia oriental y Carelia Olonets es la parte meridional.
Carelia Tver denota los pueblos del óblast de Tver, que están habitadas por carelios Tver.

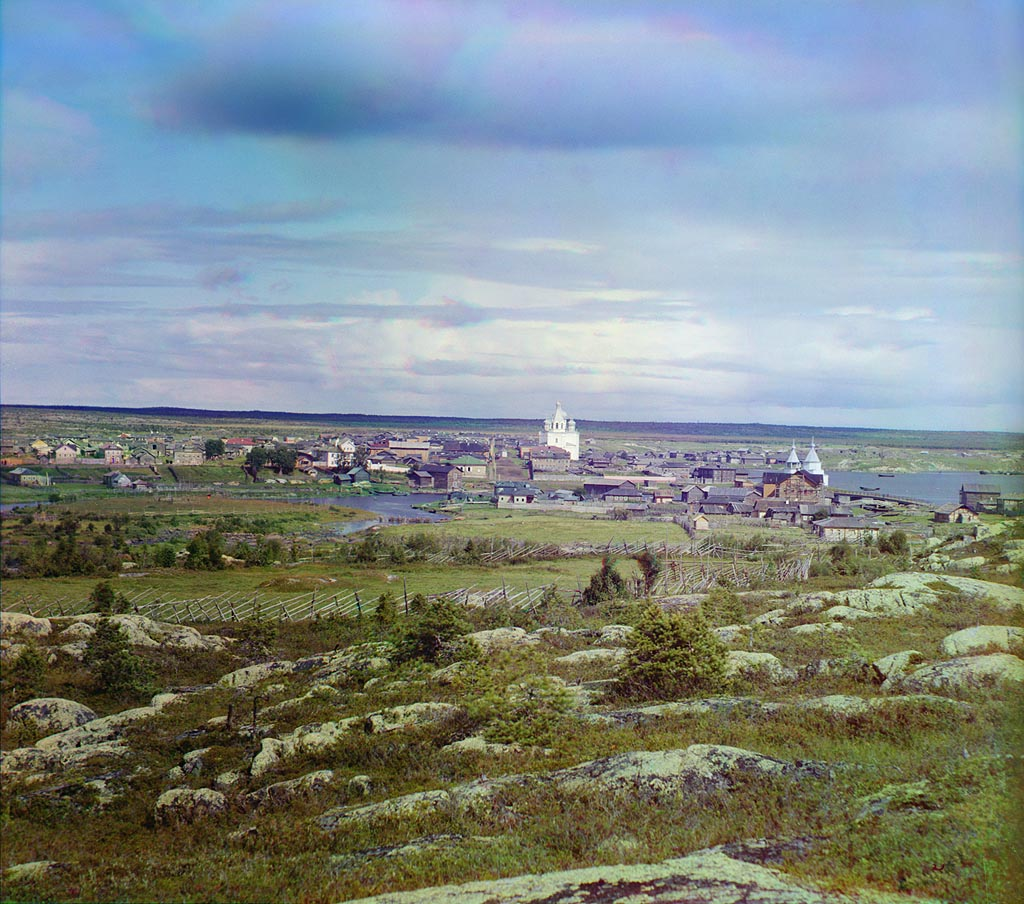
Vista de la vieja ciudad de Kem en 1916

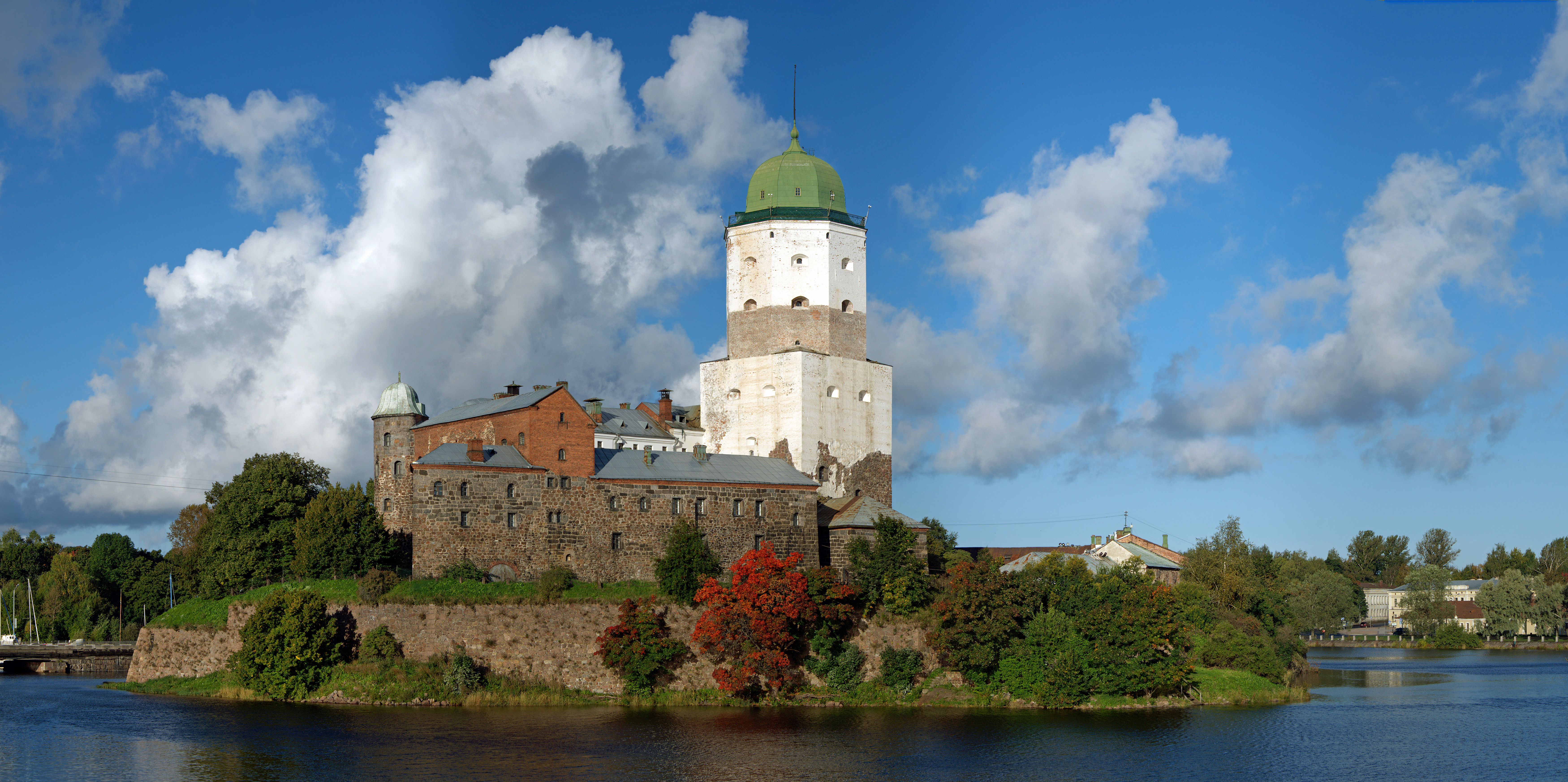
Castillo de Víborg en el golfo de Finlandia. Víborg (Viipuri en finés) era llamada la capital de Carelia cuando ésta era parte de Finlandia.

### Localidades
- República de Carelia
  - Petrozavodsk (Петрозаводск, Petroskoi, desde finales de 1941 a 1944 conocido como Äänislinna/Onegaborg por los finlandeses)
  - Belomorsk (Беломорск, Sorokka)
  - Medvezhyegorsk (Медвежьегорск, Karhumäki)
  - Kalevala (Калевала, Uhtua)
  - Kem (Кемь, Vienan Kemi, compárese con Kemi)
  - Kostomuksha (Костомукша, Kostamus)
  - Kondopoga  (Кондопога, Kontupohja)
  - Sortavala (Сортавала, Sortavala, Sordavala)
  - Segezha  (Сегежа, Sekehe)
  - Pitkyaranta (Питкяранта, Pitkäranta)
  - Olonets (Олонец, Aunus)
- Istmo de Carelia:
  - Víborg (Выборг, Viipuri, Viborg)
  - Priozersk (Приозерск, Käkisalmi/Kexholm)
- Carelia del Sur:
  - Imatra
  - Joutseno
  - Lappeenranta (Villmanstrand)
- Carelia del Norte:
  - Joensuu
  - Ilomantsi (Ilomants)
  - Kitee (Kides)
  - Kesalahti
  - Kontiolahti
  - Lieksa
  - Liperi
  - Nurmes
  - Outokumpu

## Historia
Suecia y la república de Nóvgorod lucharon por Carelia e Ingria en el siglo XIII. El tratado de Nöteborg en 1323 dividió Carelia entre las dos. Víborg (o Viipuri en carelio) se convirtió en la capital de la nueva provincia sueca.
Durante el período del Imperio sueco, se estableció como frontera entre Rusia y Suecia al lago Ládoga y al río Sestrá en el istmo de Aunis. 
El tratado de Nystad de 1721, entre el Imperio ruso y Suecia, concedía la mayor parte de Carelia a Rusia. En una guerra de revancha, la guerra de los Sombreros, los rusos lograron avanzar sus posiciones dominando casi la totalidad del territorio.
Tras la conquista de Finlandia por Rusia en la guerra de Finlandia, partes de las provincias cedidas (antigua Finlandia) se incorporaron al Gran Ducado de Finlandia. En 1917, Finlandia alcanzó la independencia y la frontera se confirmó mediante el Tratado de Tartu de 1920. 
Tras el final de la guerra civil rusa y el establecimiento de la Unión Soviética en 1922, la parte rusa de Carelia se convirtió en la República Autónoma Socialista Soviética de Carelia en 1923. 
En 1939, la Unión Soviética atacó Finlandia, dando comienzo a la guerra de Invierno. Los finlandeses combatieron con bastante éxito en el norte de Carelia, logrando invadir la Carelia Blanca, pero en el istmo de Carelia (o istmo de Aunis) las tropas soviéticas penetraron en las defensas finlandesas. En el Tratado de Paz de Moscú la mayor parte de la Carelia finlandesa fue entregada a la URSS. Más de 400 000 personas, casi el total de la población de Viipuri (Víborg), huyeron y tuvieron que ser evacuadas a Finlandia (véase Asunto de Carelia en la política finlandesa).
En 1941, aprovechando el ataque de la Alemania Nazi a la URSS, Carelia fue reconquistada durante tres años (1941–1944) en la Guerra de Continuación, en los que también Carelia Oriental fue ocupada por los finlandeses.
Al concluir la Segunda Guerra Mundial en 1945, la casi totalidad de Carelia fue reincorporada a la URSS e incluida en la República Socialista Federativa Soviética de Rusia con el nombre de República Autónoma Socialista Soviética de Carelia, teniendo por capital a la ciudad de Petrozavodsk.
El pequeño sector de Carelia que ha quedado en posesión de Finlandia pertenece a las provincias de Finlandia Oriental y Finlandia Meridional y a las regiones de Carelia del Norte y Carelia del Sur. Las ciudades más importantes en la parte finlandesa de Carelia son Lappeenranta, Joensuu e Imatra.